# Sucha Singh
Sucha Singh – indyjski zapaśnik walczący w stylu wolnym. Zajął czwarte miejsce na mistrzostwach Azji w 1989 i szóste w 1991 i 1992. Czwarty na igrzyskach Wspólnoty Narodów w 1994. Brązowy medalista mistrzostw Wspólnoty Narodów w 1993  roku.